# Тит Рубрий Элий Непот
Тит Ру́брий Э́лий Не́пот (лат. Titus Rubrius Aelius Nepos; умер после 79 года) — древнеримский политический деятель из плебейского рода Рубриев, консул-суффект в 79 году.

## Биография
По рождению Непот, по всей видимости, принадлежал к знатному плебейскому роду Элиев, но в неизвестное время его усыновил куратор акведуков (лат. curator aquarum) Тит Рубрий Непот. В 79 году Непот занимал должность консула-суффекта вместе с Марком Аррием Флакком.